# Otomat
Otomat (аббревиатура от названия компаний Oto Melara и Matra) — итальянская противокорабельная ракета, разработанная в 1970-х годах. Разработана в сотрудничестве между итальянскими и французскими компаниями, но к моменту завершения проекта, правительство Франции приняло решение устанавливать на французские корабли только французские ракеты. В настоящее время «Отомат» состоит на вооружении 10 флотов мира.

## История
Разработка франко-итальянской противокорабельной ракеты началась в 1967 году, после потопления израильского эсминца «Эйлат» ракетами П-15 «Термит». Это первое в истории войны на море успешное применение противокорабельных ракет, наглядно продемонстрировало эффективность специализированного противокорабельного оружия и подтолкнуло аналогичные разработки в западных странах.
Новая ракета разрабатывалась в сотрудничестве между итальянской фирмой «Ото Мелара» и французским концерном «Matra». 
Фирма «Матра» взяла на себя создание комбинированной системы наведения ракеты и отдельных узлов системы управления, а фирма «ОТО Мелара» — разработку общей компоновочной схемы, боевой части и силовой установки (вместе с фирмой «Турбомека»). Кроме того, совместно проводились исследования аэродинамических характеристик ракеты.
Целью проекта было создание противокорабельной управляемой ракеты с турбореактивным двигателем, которая бы обладала большей дальностью действия, чем параллельно разрабатывавшиеся проекты с твердотопливными ракетными двигателями. Ракета должна была реализовывать концепцию крейсерского полёта на сверхмалой высоте, ниже горизонта неприятельских корабельных радаров на дистанцию свыше 150 км.
Лётные испытания ракеты начались в 1971 году, первая готовая к массовому производству версия появилась в 1974. Но ещё до этого, Франция, успешно испытавшая в 1973 году полностью французскую ПКР «Exocet» приняла решение выйти из совместного проекта. Единственным оператором ракеты на тот момент остался итальянский флот, который установил ракеты серии Mk-I на своих фрегатах класса «Лупо». Тем не менее, ракета оказалась коммерчески удачной и хорошо продавалась на экспорт.

## Конструкция
Система «Otomat» состоит из ракеты, контрольно-проверочной аппаратуры и контейнера из армированного стеклопластика, обеспечивающего транспортировку, хранение и запуск ракеты. Контейнер обеспечивает хранение ракеты без дополнительного ухода в течение одного года. Все ракеты периодически проверяют с помощью дистанционной контрольной аппаратуры, не открывая контейнера, если не требуется какое-нибудь дополнительное обслуживание. Операции выполняемые при запуске ракеты, осуществляются очень быстро. После передачи координат цели гиростабилизированной платформы запуск двигателей происходит в течение 30 секунд. 
«Отомат» имеет сигарообразный фюзеляж с X-образным расположением поворотных крыльев (служащих органами управления в полёте), изготовленный из алюминиевых сплавов. Длина ракеты — 4,6 метров, размах крыльев — 1,35 м (на поздних моделях крылья были сделаны складывающимися, чтобы уменьшить габариты). Масса полностью снаряжённой ракеты на стартовой позиции достигает 770 кг.
В движение ракету приводит довольно мощный, для её габаритов, турбореактивный двигатель Turboméca TR.281 Arbizon, с тягой, приблизительно в 2 раза превышающей тягу двигателя американской противокорабельной ракеты «Гарпун». Этот двигатель позволяет ракете разгоняться до скорости порядка 1000—1100 км/ч, что делает «Отомат» самой быстрой из дозвуковых противокорабельных ракет с турбореактивным двигателем. Запас топлива для двигателя составляет 90 литров: четыре воздухозаборника расположены у основания крыльев ракеты.
Ракета запускается из пускового контейнера с помощью двух стартовых твердотопливных ускорителей ROXEL. В отличие от многих других версий противокорабельных ракет, ускорители размещаются по бокам фюзеляжа. Ускорители обеспечивают ракете ускорение в 6 g на протяжении четырёх секунд, после чего отстреливаются.
Ракета имеет 210-килограммовую осколочно-кумулятивную боевую часть, содержащую до 65 кг взрывчатого вещества в основном заряде и около 150 в виде 16 фугасно-зажигательных суббоеприпасов. Кумулятивная воронка в передней части боеголовки направлена под углом вниз, что при попадании направляет кумулятивную струю в недра корпуса цели. Взрываясь, боеголовка разбрасывает осколки и суббоеприпасы, тем самым значительно расширяя область поражения и создавая множественные очаги возгорания..
Главной особенностью ракеты является её развитая система наведения. «Отомат» наводится на цель с помощью активной радиолокационной головки самонаведения, радиусом действия до 8 км. Для стрельбы на 180 километров этого, конечно, недостаточно — за время, необходимое ракете для полёта на максимальную дистанцию, цель может выйти из сектора обнаружения ГСН ракеты, поэтому «Отомат» оснащён радиокомандной системой коррекции, основанной на аппаратуре двухстороннего канала связи TESEO или ERATO.

## Схема применения
ПКР предназначена для поражения обычной боевой частью неподвижных и подвижных надводных морских целей (в первую очередь быстроходных кораблей малого водоизмещения) на больших дальностях. Ракета рассчитана на применение с самолётов базовой патрульной авиации (самолёт Бреге 1150 «Атлантик») и противолодочных вертолётов SH-3D «Си Кинг», SA-321 «Супер Фрелон», а также с надводных кораблей (до эскадренного миноносца включительно) и береговых пусковых установок.
«Отомат» запускается с борта корабля из пусковых контейнеров, используя два стартовых ускорителя ROXEL. После подъема на 200 метров и набора достаточной скорости для стабильного полёта, ускорители сбрасываются, ракета снижается до 20 метров и летит к цели. Интересной особенностью «Otomat» является всеракурсный запуск: кораблю-носителю не нужно тратить время на разворот пусковых установок в сторону цели, он может запустить «Отоматы» в любую сторону и уже в воздухе ракеты доворачиваются в нужном направлении.
Главной особенностью «Отомат», отличающей его от большинства аналогичных противокорабельных ракет, является наличие постоянного канала связи с кораблем-носителем. Это позволяет ракете принимать поправки в ходе полёта и включать собственную активную ГСН только для точного захвата цели на последних 5-6 километрах. За счёт этого, резко снижается вероятность обнаружения ракеты противником по излучению радиолокационной ГСН ракеты.
Существуют две системы целеуказания для ракет «Отомат»:
- ERATO (сокр. англ. Extended Range Air Targeting for Otomat — Целеуказание для «Отомат» увеличенного радиуса) — французская система целеуказания, разработанная для экспортируемых ею кораблей[3]. При использовании этой системы, «Отомат» поднимается на высоту до 900 метров, чтобы получать инструкции непосредственно с борта корабля-носителя. Это увеличивает вероятность обнаружения ракеты радаром противника, но разработчики считают, что из-за низкой ЭПР ракеты, противник не сможет её обнаружить на дистанции выше 30-50 км. Максимальный радиус действия системы ERATO 100 км: система может одновременно управлять 16-ю ракетами (в том числе и с разных кораблей) и наводить ракеты на шесть отдельных целей с разных направлений, осуществляя многовекторную атаку.
- TESEO — система целеуказания, используемая ВМФ Италии. Данная система использует непрерывное слежение за целью с помощью палубного вертолёта AB-212 Helo, способного своей РЛС отслеживать цель размером с эсминец на дистанции до 60 км. Целеуказание ракетам выдается с вертолёта: пролетая рядом с ним, ракета получает команды коррекции, направляющие её на цель. Недостатки этой системы в том, что одновременно может быть атакована только одна цель (хотя и более чем одной ракетой), кроме того, используемый в системе целеуказания вертолёт сам по себе является устаревшей машиной. На некоторых кораблях эта проблема решается заменой вертолёта на AS-365 Dauphin.

Приблизившись к цели и захватив её своим радаром, «Отомат» переходит в атакующий режим. Ракета имеет два режима атаки: горизонтальная атака на высоте полёта 2 метра над гребнем волн, или вертикальное пикирование на цель с высоты 180 метров (ракета делает «горку» приблизительно в 2-х километрах от цели). Из пикирования, ракета может пробить броневую палубу до 80 миллиметров толщиной: её взрыватель срабатывает с задержкой, что позволяет ракете пробить надстройки и палубы и разорваться вблизи днища. Удар "Отомата" может привести к образованию пробоины ниже ватерлинии и быстрому затоплению корабля.

## Модификации
Otomat - экспортное обозначение ракеты. В итальянском флоте эти ракеты имеют название Teseo.
- Otomat Mk 1/Teseo Mk 1 — базовая модель ракеты, принятая на вооружение в 1976 году. Не имела канала связи с носителем и поэтому её радиус действия был ограничен 60 км.
- Otomat Mk 2 Block I — первая модификация имеющая канал связи с носителем. Радиус действия до 180 км. Принята на вооружение в 1978 году.
- Otomat Mk 2 Block II — вариант ракеты со складывающимися крыльями, в одну пусковую установку могли устанавливаться по две ракеты.
- Otomat Mk 2 Block III — версия ракеты, система управления которой имеет инерциальную навигационную систему и усовершенствованный канал наведения TESEO позволяющий наводить ракету не только с вертолёта но и непосредственно с корабля. Также, в боевой части использовано взрывчатое вещество уменьшенной чувствительности, что снизило вероятность детонации БЧ из-за попадания пуль или осколков.
- Сверхзвуковой Otomat — предполагавшаяся модернизация ракеты в сверхзвуковой вариант, с увеличением скорости полёта до М=1,8. Но, проведённые исследования показали, что уменьшение радиолокационной заметности ракеты более выгодно, чем увеличение скорости и работы по проекту были прекращены.
- Otomat Mk 3 (она же Ulisse) — версия ракеты, разрабатывавшаяся в 1990-х годах, совместно британо-франко-итальянской группой компаний-разработчиков (Thorn EMI, Matra, OTO Melara) для ВМС Италии и США. Thorn EMI отвечала за неконтактный взрыватель с датчиком цели. Проект предусматривал интеграцию технологий малой заметности, увеличение дальности действия, оснащение ракеты помехоустойчивой комбинированной радиолокационной-инфракрасной ГСН, обеспечение возможности атаковать наземные цели. ВМС США рассматривал возможность принятия ракеты на вооружение как «промежуточной» по дальности между RGM-84 «Harpoon» и TASM, но к 1999 году закрыл программу.
- MILAS — противолодочный вариант ракеты радиусом действия 55 км, в качестве БЧ которой использована лёгкая противолодочная торпеда. Разрабатывалась совместно с французским флотом, но в итоге французы предпочли ей французскую ПЛУР Malafon. Применяется только итальянским флотом.
- Otomat Mk 2 Block IV (также известна, как Teseo MK2/A[6]) — новая версия ракеты, разработанная в 2000-х годах. Ракета использует усовершенствованную систему целеуказания TESEO, более не нуждающуюся в вертолёте и осуществляющую контроль полёта ракеты с борта корабля-носителя. В случае промаха по цели, эта модификация ракеты обладает возможностью атаковать цель повторно: в систему управления запрограммированы координированные варианты действий и маневры уклонения на стадии атаки. Наличие приёмника спутниковой системы позиционирования GPS, также даёт ракете возможность атаковать береговые цели, по известным координатам. В производство ракета поступила в 2006 году[7].